# 에스콤
에스콤 홀딩스 SOC (Eskom Hld SOC Ltd) 또는 에스콤 (Eskom)은 남아프리카 공화국의 전력 공익사업이다. 에스콤은 1923년 전력 공급 위원회 (Electricity Supply Commission, ESCOM)(아프리칸스어: Elektrisiteitsvoorsieningskommissie (EVKOM))로 설립되었다. 에스콤은 남아프리카 공화국을 남부 아프리카 전력 공동체에서 대표한다. 이 공익사업은 아프리카에서 가장 큰 전력 생산자이며, 발전 용량과 판매 면에서 세계 최고의 공익사업 중 하나였다. 이 회사는 남아프리카 공화국의 국영 기업 중 가장 크다. 에스콤은 르팔랄레의 마팀바 발전소와 메두피 발전소, 윗뱅크의 쿠실레 발전소, 켄달 발전소, 그리고 아프리카 유일의 원자력 발전소인 웨스턴케이프주의 쾨베르흐 원자력 발전소를 포함한 여러 유명한 발전소를 운영한다.
회사는 발전, 송전 및 배전 부문으로 나뉘며, 에스콤은 남아프리카 공화국에서 사용되는 전력의 약 95%를 생산하며, 이는 아프리카 전체 사용량의 약 45%에 해당하고, 남아프리카 공화국 전체 온실 기체 배출량의 42%를 배출한다. 2019년 160만 톤의 이산화황을 대기 중으로 방출함으로써 에스콤은 또한 전력 산업에서 세계 최대의 이산화황 배출 기업이다. 에스콤은 2008년 1월부터 윤번정전을 주기적으로 시행해 왔으며, 이는 전 대통령 타보 음베키가 기본적인 직무 태만이라고 지적한 관행이다. 이 기간 동안 새로운 발전 용량의 구축은 지연과 예산 초과로 얼룩져 회사를 파산 직전으로 몰고 갔다. 2019년에는 막대한 부채와 공급의 신뢰성 부족으로 인해 에스콤이 세 개의 독립적인 국영 기업으로 분할될 것이라고 발표되었다.
2021년 유엔 기후 변화 회의에서 선진국들이 남아프리카 공화국의 석탄 발전에서 재생 가능 에너지로의 전환에 자금을 지원하는 거래가 발표되었다. 그러나 광업 부문의 고용은 이러한 전환을 위협한다.

## 역사

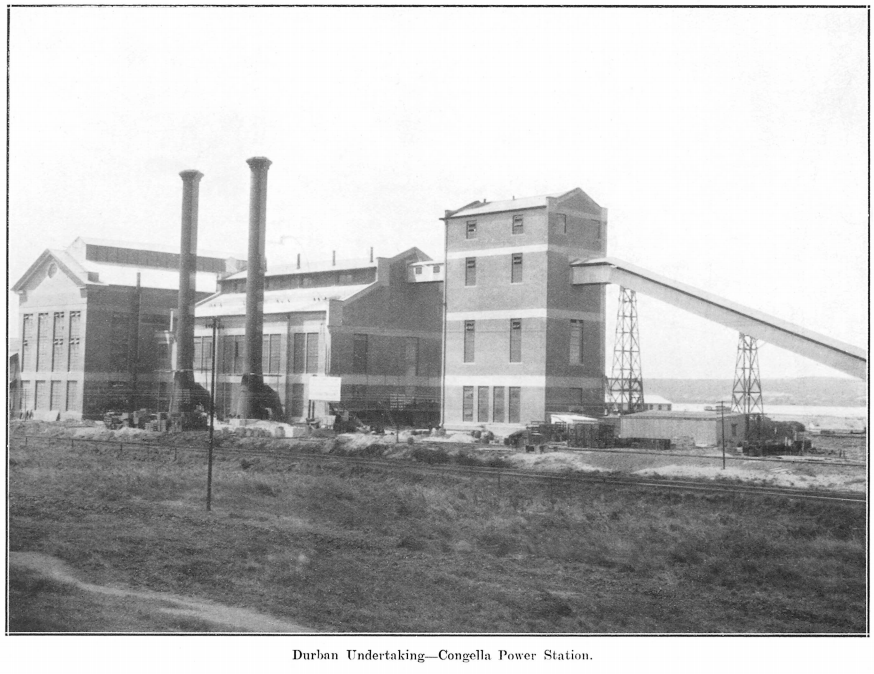
1928년 완공된 콩겔라 발전소는 에스콤이 건설하고 소유한 최초의 발전소 중 하나였다.

에스콤 설립 이전에는 지방자치단체와 민간 기업이 전력 공급을 주도했다. 킴벌리시는 1882년 밤의 범죄 감소를 위해 전기 가로등을 설치하면서 공공 전기를 처음 사용한 곳 중 하나였다.:5 이어서 케이프타운은 1895년 775개의 가로등에 전력을 공급하기 위해 흐라프 전등공장을 건설했다.
에스콤은 1922년 전기법에 의해 설립되었으며, 이 법에 따라 남아프리카 전기 제어 위원회는 헨드릭 판 데르 빌을 회장으로 임명할 수 있었다. 회사는 1987년 이전 이름(ESCOM 및 EVKOM)의 두 약어를 결합하여 에스콤으로 알려지게 되었다.
전기법은 에스콤이 전력을 원가로만 판매할 수 있고 세금이 면제된다고 명시했으며, 회사는 처음에는 사채 발행을 통해 자본을 조달하고 나중에는 국가 보증 대출을 발행했다. 더반의 석탄 화력 콩겔라 발전소와 케이프타운의 솔트 리버 발전소는 에스콤이 건설한 최초의 발전소였으며, 둘 다 1928년 중반에 완공되었다.
에스콤의 최초 발전소 중 하나는 윗뱅크에 위치한 128 MW급 석탄 화력 발전소로, 1935년에 광업에 전력을 공급하기 위해 완공되었다. 이 발전소는 민간 소유의 빅토리아 폭포 및 트란스발 전력 회사와 협력하여 건설 및 운영되었으며, 이 회사는 전국에 여러 다른 발전소를 소유하고 있었다. 국가 지원 덕분에 에스콤은 1948년에 빅토리아 폭포 및 트란스발 전력 회사를 1,450만 파운드(2017년 약 25억 5천만 파운드에 해당)에 인수할 수 있었다. 제2차 세계 대전 이후 남아프리카 공화국은 전력 부족을 겪었고, 이로 인해 에스콤은 1948년 6월 광업계와 전력 절약 협정을 협상했다.:6

### 첫 번째 확장기: 1960–1994

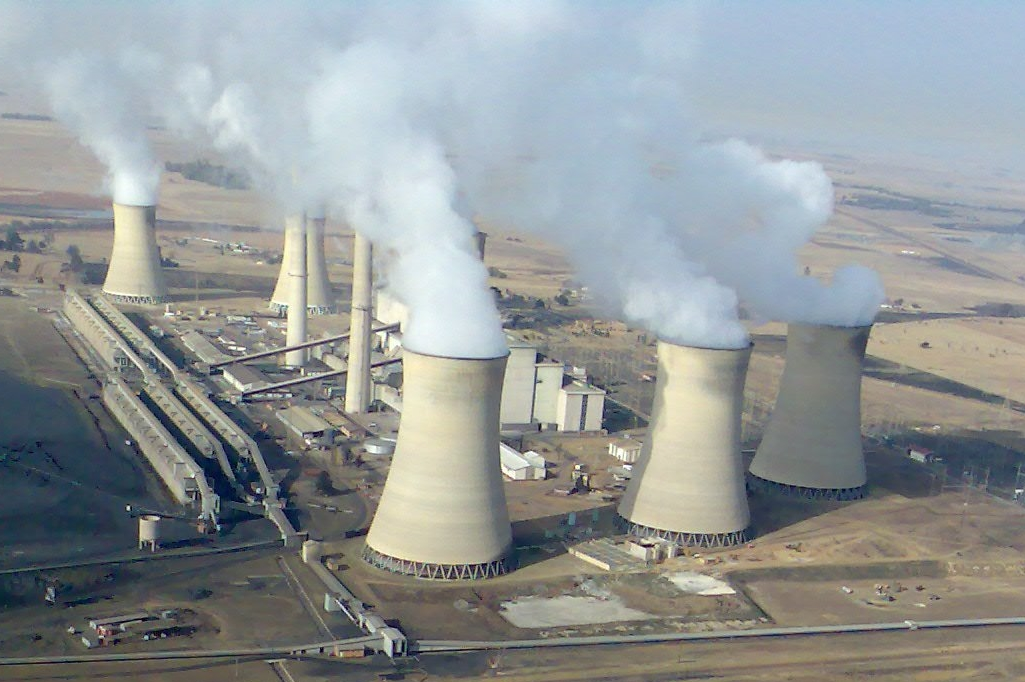
1975년 완공된 아르노트 발전소는 에스콤이 이 시기에 건설한 "식스팩" 석탄 화력 발전소 중 처음으로 잘 알려진 발전소 중 하나였다.

1960년부터 1990년까지 에스콤은 1960년대와 70년대의 급속한 경제 성장에 발맞추기 위해 설치된 전력 생산 용량을 4,000 MW에서 40,000 MW로 늘렸다.:4 같은 기간 동안 에스콤은 전국 400 kV 전력망을 구축했다. 이 시기에 회사는 대규모 규모의 경제로 인해 매우 낮은 비용으로 전력을 생산할 수 있는 여러 대규모 표준화된 석탄 화력 발전소를 건설했다. 이 발전소들은 6개의 대형 발전기 장치를 수용하도록 설계되어 "식스팩"이라고 구어적으로 불렸다.:7
1974년에 회사는 케이프타운에 전력을 공급하고 남아프리카 공화국 정부의 핵 프로그램을 용이하게 하기 위해 쾨베르흐 원자력 발전소 건설을 시작하라는 지시를 받았다.:7
1981년 에스콤은 첫 번째 대규모 금융 스캔들 중 하나에 연루되었는데, 회사의 보조 회계사가 회사에서 8백만 랜드(2018년 약 1억 6,437만 랜드에 해당)를 횡령한 것이 발각되었다.:7
1970년대에 회사는 대규모 확장 계획 비용을 충당하기 위해 논란의 여지가 있는 전기 요금 인상을 추진했다. 재정 상황 때문에 정부는 Dr. W.J. de Villiers를 위원장으로 임명하여 회사에 여러 재정 및 조직 변경을 권고했다. 이는 회사가 비영리 목표를 포기하고 국제 대출을 통해 자금을 조달하게 만들었다. 에스콤 직원의 수는 1980년대 후반에 66,000명에서 60,000명으로 줄어들었다.:8

### 1994년 선거 이후 기간: 1994–2007
1994년 민주 선거와 넬슨 만델라 정부의 출범 이후 회사는 이전에 소외되었던 주택의 전력화와 경제 성장을 위한 저렴한 전기 공급에 중점을 두었다. 1998년 에스콤 수정법 통과 이후 회사 정책 및 투자 결정에 대한 정부의 영향력이 크게 확대되었다.:8–9 1990년대 후반 타보 음베키 대통령 행정부 시절 남아프리카 공화국 정부가 에스콤의 민영화를 시도했기 때문에, 에스콤의 신규 발전소 건설 예산 요청은 거부되었다. 대통령직에서 물러난 후 음베키는 2007년 12월에 이것이 실수였으며 남아프리카 공화국 경제에 부정적인 영향을 미쳤다고 밝혔다.

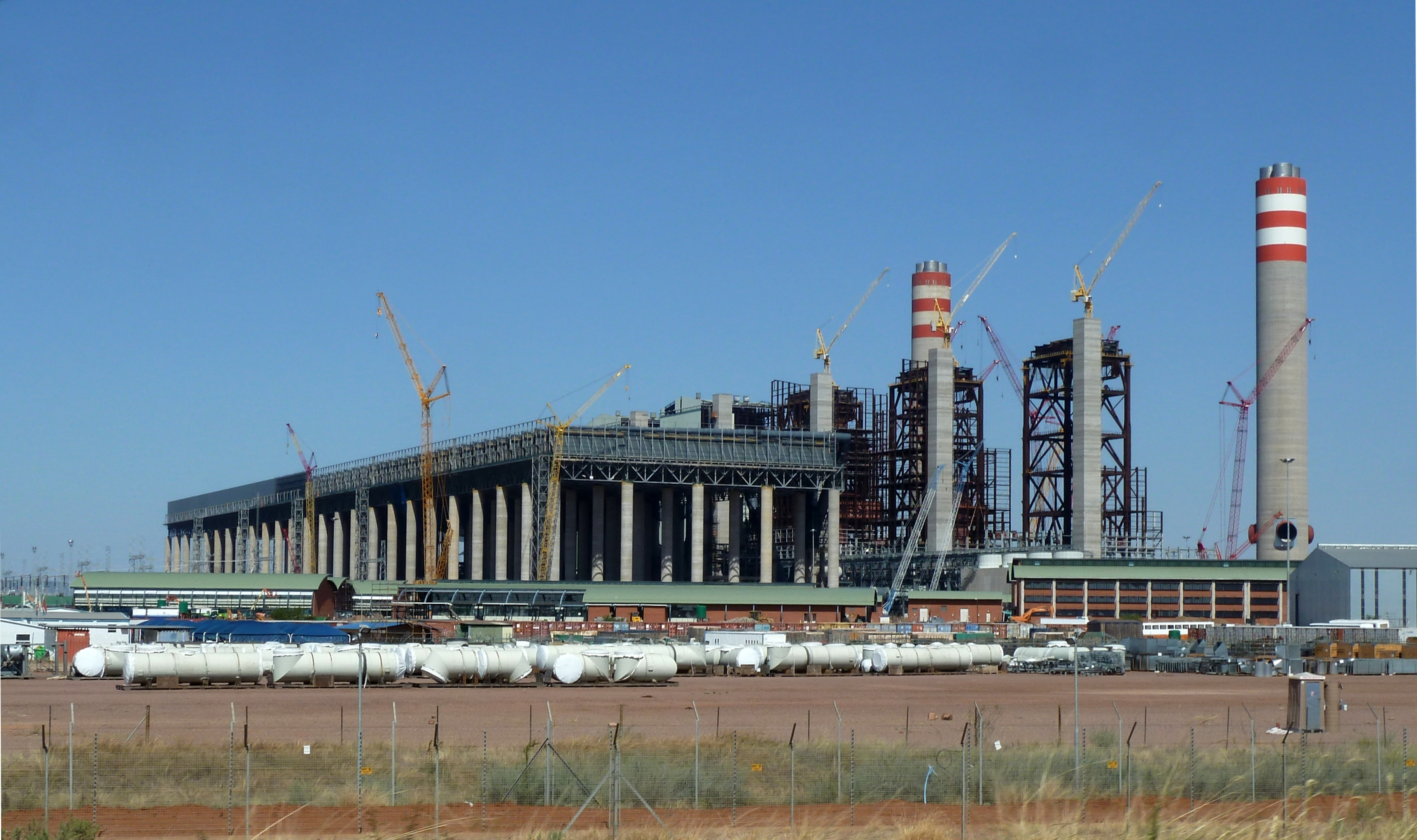
에너지 위기 이후 에스콤의 용량 확장 프로그램의 일환으로 2007년에서 2019년 사이에 메두피 발전소 (사진)와 쿠실레 발전소의 석탄 화력 발전소 건설이 시작되었다.

### 윤번정전 및 2차 확장: 2007년–현재
2006년 2월, 에스콤은 쾨베르흐 원자력 발전소에서 발생한 문제로 인해 웨스턴케이프주에서 "윤번정전"을 발표했으며, 이는 2006년 6월까지 계속되었다. 2008년 1월, 에스콤은 공급 부족이 전력망의 무결성을 위협하는 기간에 논란의 여지가 있는 순환 스케줄에 따른 전국적인 윤번정전 (윤번정전)을 도입했다. 수요 관리 측면에서는 윤번정전 발생률을 줄이기 위해 피크 시간대에 전력을 절약하도록 소비자를 장려하는 데 중점을 두었다. 2007년 전국적인 전력 부족 사태 이후, 에스콤은 제이컵 주마 대통령 행정부 시절 공격적인 전력 생산 확장 프로그램에 착수했다. 주마 행정부는 추가 대규모 식스팩 석탄 화력 발전소 건설에 확장 노력을 집중하기로 결정했다.
2016년, 에스콤은 국가의 에너지 부족에 대한 핵 해결책을 추구할 의도가 있다고 밝혔다. 2016년 말 예상에 따르면, 원자력 발전은 2050년까지 1000GW 이상의 전력을 공급할 것이다. 준비의 일환으로, 회사는 100명의 기술자, 엔지니어 및 장인을 원자력 운영자로 인증할 훈련 프로그램을 시작했다. 2018년 1월, 에스콤의 최고재무책임자 대행은 판매 감소와 금융 비용 증가로 인해 중간 이익이 34% 감소한 후 회사가 신규 건설을 감당할 수 없다고 밝혔다. 정부는 계획을 진행하겠지만 더 천천히 진행할 것이라고 밝혔다.
2017년, 에스콤은 굽타 가문과 당시 제이컵 주마 대통령 행정부가 관련된 주요 부패 스캔들의 중심에 있었다.
남아프리카 공화국 에너지 규제원은 에스콤이 2018/19 회계연도에 전기 요금을 19.9% 인상하려는 신청을 거부했다. 대신 규제원은 5.2% 인상을 승인하고 더 높은 요금을 승인하지 않은 이유 목록을 제시했는데, 남아프리카 신문 비즈니스 데이는 이 목록이 전력 회사에서 "비효율성, 부정확한 예측 및 비용 초과"를 나타낸다고 밝혔다. 거부 사유 중 하나는 에스콤이 필요한 것보다 6,000명의 직원을 더 많이 보유하고 있어 연간 38억 랜드의 비용이 발생한다는 것이었다.
2019년 2월, 정부가 회사를 분할할 것이라고 발표한 직후, 에스콤은 또 다른 비상 윤번정전을 시작했다. 에스콤은 2019년 윤번정전이 발전소 고장뿐만 아니라 물과 디젤 자원의 고갈로 인해 시작되었다고 밝혔다. 다른 이유로는 국가 장악 부패, 석탄 가용성, 그리고 메두피 발전소 및 쿠실레 발전소와 같은 신규 발전소가 아직 가동되지 않았다는 점이 언급되었다. 주마 행정부 시절의 부패는 메두피 및 쿠실레 발전소 완공 지연과 비용 초과에 큰 영향을 미쳤으며, 이는 2019년 전력 부족 사태로 이어졌다. 전력 부족과 에스콤의 관련 문제는 2019년 1분기 GDP 성장률 3.2% 감소의 중요한 원인으로 지목되었으며, 2019년 경기후퇴 우려를 촉발했다. 2019년 12월, 시릴 라마포사 대통령, 데이비드 마부자 부통령, 궤데 만타쉐 및 프라빈 고르단 장관은 에스콤 이사회 및 경영진과 만나 에너지 위기에 대해 논의했다. 대통령은 최근 정전 사태가 음푸말랑가주의 투투카 발전소에서 발생한 사보타주로 인해 2000메가와트의 전력 손실을 초래한 것이 부분적으로 원인이라고 설명했으며, 윤번정전을 종식시킬 조치를 발표했다. 만타쉐와 고르단은 자가 발전 등 전력 용량을 늘릴 방안을 내각에 제시하도록 지시받았다. 위기 속에서 자부 마부자는 2020년 1월 에스콤 이사회 의장직에서 사임했다. 2020년 3월부터 7월까지는 코로나19 봉쇄 기간 동안 수요가 감소하여 전력 공급이 안정되었지만, 7월 12일 발전기 고장으로 인해 새로운 2단계 윤번정전이 시작되었다. 2023년 겨울 동안 국가는 6단계 윤번정전을 경험했으며, 이는 국가 GDP를 예상되는 2% 깎아냈다. 최악의 시기에는 하루 12시간 동안 정전이 지속되었다. 회사는 재판매를 위한 자재 절도, 부패하게 부풀려진 가격으로 수리를 강제하기 위한 사보타주, 그리고 석탄을 재생 에너지원으로 대체하려는 시도로 인한 암살 시도에 직면해 있다.

### 로고
에스콤의 로고는 설립 이래 회사의 필수적인 상징이었다. 1986년 잠시 동안 에스콤은 "ESC"라는 글자가 원 안에 양식화된 회사 원래의 로고에서 벗어나 중앙에 양식화된 번개 모양이 있는 파란색 방패가 있는 현대적인 버전으로 이동하면서 로고가 없었다. 1987년 로고는 2002년에 방패를 원으로 대체했지만 로고는 그대로 유지된 현재의 로고로 교체되었다.

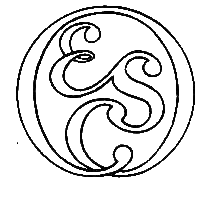
1923
19871987
20022002

## 구조조정 노력
에스콤의 판매량은 연간 약 1%씩 감소하고 있다. 판매량이 적을수록 원하는 요금이 높아지고, 판매량은 더욱 감소한다. 이것이 바로 공익사업의 죽음의 나선형이다.
1998년 12월, 광물에너지부가 작성한 백서는 정부가 에스콤을 별도의 발전 및 송전 사업으로 구조조정할 것을 권고했다. 이 보고서는 이러한 조치가 전력 공급과 신뢰성을 향상시킬 것이라고 예측했지만, 실제로는 실행되지 않았다.
2019년 2월, 이 계획은 국정연설 중 다시 거론되었다. 시릴 라마포사 대통령은 정부가 에스콤을 발전, 송전 및 배전에 중점을 둔 세 개의 새로운 국영 기업으로 분할할 것이라고 발표했다. 이는 회사가 직면한 심각한 운영 및 재정 문제를 더 잘 관리하기 위함이었다. 연설 당시 에스콤은 총 4,190억 랜드 (미화 308억 달러)의 부채를 안고 있었으며, 부채 상환에 필요한 충분한 수익이 없어 죽음의 나선형에 진입하고 있었다.
2019년 2월 브리핑에서 공공기업부는 에스콤이 "기술적으로 파산" 상태이며 추가 대출을 받지 않으면 향후 3개월 이상 운영할 수 없을 것이라고 밝혔다. 재무부 장관 티토 음보웨니는 2019년 예산 연설에서 회사의 심각한 재정 상황을 안정화하기 위해 3년 동안 에스콤에 690억 랜드(미화 50억 달러)의 구제 금융을 제공할 것이라고 발표했다.

### 송전
구조조정의 결과로, 에스콤의 완전 소유 자회사인 남아프리카 송전 회사 (NTCSA)라는 송전 법인은 2020년 3월 31일까지 자체 이사회를 갖게 될 것이며, 이 송전 법인은 정부 법률에 따라 법률 개정을 담당할 것이다. 이 새로운 송전 법인은 발전소에서 전력이 필요한 곳까지 전기를 보장하는 수천 킬로미터의 "전선"과 송전선을 설치하는 책임을 맡은 최대 6,000명의 인력을 포함할 것이다. 2020~2029년 송전 개발 계획(TDP)의 일환으로 에스콤은 향후 10년 동안 약 4,800km의 초고압 송전선과 35,000MVA 이상의 변압기 용량을 포함하여 송전 인프라를 확장할 계획이다. 이러한 에스콤 재건의 새로운 윤곽은 남아프리카 공화국 국가 에너지 규제청(NERSA)의 새로운 규제 지침에 따라 연간 TDP 보고서를 발행해야 하는 것에서 비롯되었다.
2023년 7월, NERSA는 남아프리카 송전 회사(NTCSA)가 남아프리카 공화국에서 송전 시스템을 운영하는 것을 승인했다. 2023년 9월, NERSA는 나머지 거래 및 수출입 라이선스를 승인했다.

### COSATU 반응
구조조정으로 인한 일자리 손실 우려에 대응하여 노동조합 COSATU는 총파업을 조직하고 민간 및 공공 부문에서 해고 유예를 요구했다. 이로 인해 정부의 회사 분할 및 구조조정 계획이 명백히 철회되었다. 2019년 7월 퇴임하는 에스콤 CEO는 에스콤이 "죽음의 나선형"에 진입했다고 발표하고 회사의 구조조정 필요성을 강조했다. 앙드레 드 로이터가 에스콤 CEO로 임명된 후 노동조합인 남아프리카 광부 전국 연합과 연대는 일자리 손실을 초래할 수 있는 모든 정부 구조조정 노력에 맞서 싸울 것이라고 밝혔다.
2019년 12월 COSATU는 공공투자공사 (PIC)의 자금을 사용하여 에스콤의 부채를 약 4,500억 랜드에서 더 관리 가능한 수준으로 줄일 것을 제안했다. 그 대가로 COSATU는 직원 고용 유지 등 여러 조건을 제안했다. 노동조합 연대는 공공 부문 직원의 연금을 위험에 빠뜨린다는 이유로 COSATU 제안에 강력히 반대했다. 남아프리카 공화국에서 두 번째로 큰 노동조합인 남아프리카 노동조합 연맹도 COSATU의 제안된 계획에 회의적이었다.

### 일자리 감소
2020년과 2021년 사이에 2천 명의 직원이 전력 회사에서 일자리를 잃었다. 회사가 계속 운영되려면 6천 명의 일자리가 더 위험에 처한 것으로 알려졌다.

## 설치 용량

### 가입자
남아프리카 공화국 유일의 전력 회사인 에스콤은 남아프리카 공화국에서 16,789,974명의 가입자를 보유하고 있으며, 이는 인구의 약 3분의 1에 해당한다.

### 화석 연료 발전소
| 발전소              | 주             | 유형      | 시운전일 (예정)      | 용량 (MW) (예정) | 상태               | 참고                               |
| ------------------- | -------------- | --------- | -------------------- | ---------------- | ------------------ | ---------------------------------- |
| 아카시아 발전소     | 웨스턴케이프주 | 가스 터빈 | 1976                 | 171              | 운영 중            | [ 56 ]                             |
| 앙케르리그 발전소   | 웨스턴케이프주 | 가스 터빈 | 2007                 | 1,338            | 운영 중            | [ 57 ]                             |
| 아르노트 발전소     | 음푸말랑가주   | 석탄 화력 | 1971–1975            | 2,352            | 운영 중            | [ 58 ] [ 59 ]                      |
| 캠든 발전소         | 음푸말랑가주   | 석탄 화력 | 1967–1969; 2005–2008 | 1,561            | 운영 중            | [ 59 ] [ 60 ]                      |
| 두브하 발전소       | 음푸말랑가주   | 석탄 화력 | 1980–1984            | 3,600            | 운영 중            | [ 59 ] [ 61 ] [ 62 ]               |
| 구리크와 발전소     | 웨스턴케이프주 | 가스 터빈 | 2007                 | 746              | 운영 중            | [ 57 ]                             |
| 흐루트블레이 발전소 | 음푸말랑가주   | 석탄 화력 | 1969–1977; 2008–2011 | 1,180            | 운영 중            | [ 59 ] [ 63 ]                      |
| 헨드리나 발전소     | 음푸말랑가주   | 석탄 화력 | 1970–1976            | 1,893            | 운영 중            | [ 59 ] [ 64 ]                      |
| 켄달 발전소         | 음푸말랑가주   | 석탄 화력 | 1988–1992            | 4,116            | 운영 중            | [ 59 ] [ 65 ] [ 66 ]               |
| 코마티 발전소       | 음푸말랑가주   | 석탄 화력 | 1961–1966; 2009–2013 | 990              | 운영 중            | [ 59 ] [ 67 ]                      |
| 크릴 발전소         | 음푸말랑가주   | 석탄 화력 | 1976–1979            | 3,000            | 운영 중            | [ 59 ] [ 68 ] [ 69 ]               |
| 쿠실레 발전소       | 음푸말랑가주   | 석탄 화력 | (2017–2025)          | 3,200 (4,800)    | 4/6개 장치 운영 중 | [ 70 ] [ 71 ] [ 72 ] [ 73 ] [ 74 ] |
| 레타보 발전소       | 프리스테이트주 | 석탄 화력 | 1985–1990            | 3,708            | 운영 중            | [ 59 ] [ 75 ]                      |
| 마주바 발전소       | 음푸말랑가주   | 석탄 화력 | 1996–2001            | 4,110            | 운영 중            | [ 59 ] [ 76 ] [ 77 ]               |
| 마팀바 발전소       | 림포포주       | 석탄 화력 | 1987–1991            | 3,990            | 운영 중            | [ 59 ] [ 78 ]                      |
| 마트라 발전소       | 음푸말랑가주   | 석탄 화력 | 1979–1983            | 3,600            | 운영 중            | [ 59 ] [ 79 ]                      |
| 메두피 발전소       | 림포포주       | 석탄 화력 | 2015–2019            | 4,764            | 운영 중            | [ 72 ] [ 80 ] [ 81 ] [ 73 ] [ 74 ] |
| 포트 렉스 발전소    | 이스턴케이프주 | 가스 터빈 | 1976                 | 171              | 운영 중            | [ 56 ]                             |
| 투투카 발전소       | 음푸말랑가주   | 석탄 화력 | 1985–1990            | 3,654            | 운영 중            | [ 59 ] [ 82 ]                      |

### 재생 및 원자력 발전소

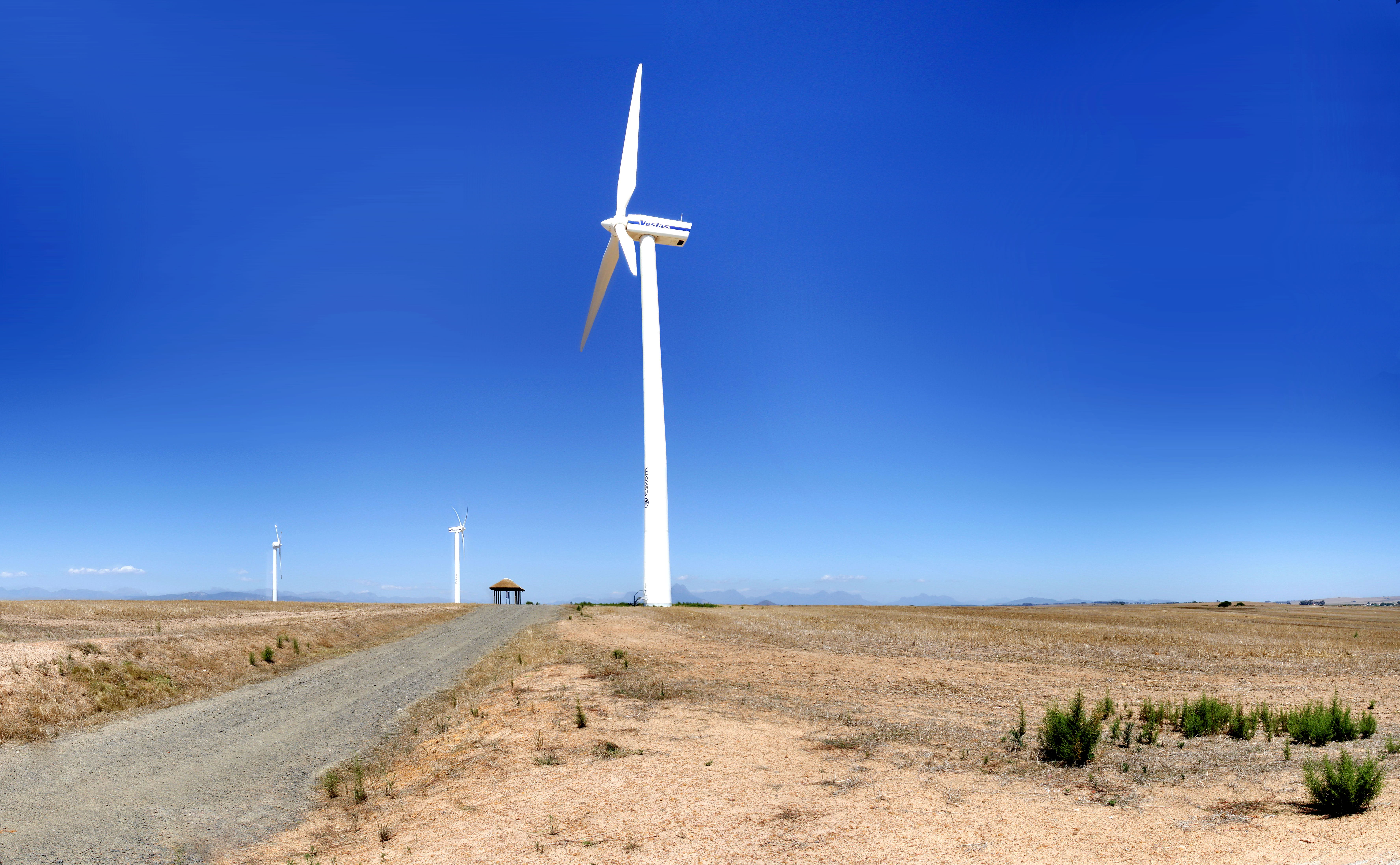
웨스턴케이프주, 남아프리카 공화국의 클리프회벨에 있는 에스콤 발전의 시범 풍력 발전 단지.

| 발전소                      | 주                                 | 유형      | 시운전일   | 설치 용량 (MW) | 상태    | 참고                        |
| --------------------------- | ---------------------------------- | --------- | ---------- | -------------- | ------- | --------------------------- |
| 콜리 워블스 발전소          | 이스턴케이프주                     | 수력 발전 | 1984       | 42             | 운영 중 |                             |
| 드라켄스버그 양수 발전 계획 | 프리스테이트주                     | 수력 발전 | 1981       | 1,000          | 운영 중 | [ 83 ]                      |
| 가리프 댐                   | 프리스테이트주-이스턴케이프주 경계 | 수력 발전 | 1971       | 360            | 운영 중 | [ 84 ]                      |
| 잉굴라 양수 발전 계획       | 콰줄루나탈주                       | 수력 발전 | 2017       | 1,332          | 운영 중 | [ 73 ] [ 85 ]               |
| 쾨베르흐 발전소             | 웨스턴케이프주                     | 원자력    | 1984       | 1,860          | 운영 중 | [ 86 ] [ 87 ]               |
| 은코라 댐                   | 이스턴케이프주                     | 수력 발전 | 1972       | 2.1            | 운영 중 | [ 88 ]                      |
| 팔미엣 양수 발전 계획       | 웨스턴케이프주                     | 수력 발전 | 1988       | 400            | 운영 중 | [ 89 ] [ 90 ]               |
| 세레 풍력 발전 단지         | 웨스턴케이프주                     | 풍력 발전 | 2015년 1월 | 100            | 운영 중 | [ 91 ] [ 92 ] [ 93 ] [ 94 ] |
| 판데르클루프 댐             | 노던케이프주                       | 수력 발전 | 1977       | 240            | 운영 중 |                             |

### 미래 프로젝트
에스콤은 전력 생산을 더욱 확대하기 위한 여러 인프라 프로젝트를 계획하고 있다.
- 투바체 양수 발전 계획 – 1500MWe
- 윈드 500 – 550MWe
- 타사쿨로 풍력 발전 단지 200 – 200Mwe

### 재생 에너지 투자
2019년 10월 현재 에스콤 홀딩스 SOC Ltd는 20개의 3상 KW 인버터와 마운팅 구조를 도입하기 위한 입찰을 발행했다. 이 구조는 4개의 발전소에 전력을 분배할 예정이며, 에스콤을 태양 에너지 시장에 진출시킬 것이다. 아프리카 투자 포럼은 재생 에너지와 관련된 새로운 인프라 개발에 401억 달러 이상의 투자를 유치했다고 발표했다. 이는 에스콤 석탄 발전소로부터 벗어나 풍력 발전 및 태양 에너지 발전 개발에 더 중점을 두는 것을 목표로 한다. 아프리카 투자 포럼은 기업 조직 및 대출 기관, 개인 기부자, 그리고 아프리카 개발 은행의 지원을 받는다. 이러한 새로운 인버터는 남아프리카 공화국의 통합 자원 계획(IRP)과 일치할 것이다.
에스콤은 2025년 4월 Exxaro와 탈탄소화 의도와 관련하여 양해각서(MOU)를 체결했다.
2025년 5월, 에스콤은 요하네스버그 연구, 시험 및 개발(RT&D) 부서에 시험용 재생 가능한 녹색 수소 시설(RHF) 건설을 위한 기업 입찰을 공고했다. 회사는 재생 가능한 녹색 수소 생산 능력 개발이 2050년까지 남아프리카 공화국에서 탄소 순배출 제로를 달성하려는 목표의 핵심 우선 순위라고 밝혔다. 같은 발표에서 에스콤은 별도의 재생 에너지 사업 설립을 가속화하고 있다고 확인했다.

#### 남아프리카 공화국의 통합 자원 계획
IRP는 남아프리카 공화국의 에너지 목표를 충족시키는 데 도움이 되는 정책을 통해 다양한 에너지 믹스를 지원한다. 통합 자원 계획은 재생 가능 에너지원에 중점을 둔 전기 인프라 개발을 지원한다. 이러한 새로운 투자는 더 높은 효율성, 낮은 배출 기준에 중점을 두며, 6,000MW의 새로운 태양광 발전 능력과 14,400MW의 새로운 풍력 발전 기술을 포함한 태양광 기술에 중점을 둔다. 재생 에너지와 함께 IRP는 수력 발전에 대한 투자를 늘릴 계획이다.

#### 재생 에너지, 수력, 풍력, 태양광 투자
발전소 고장과 석탄이 실행 가능한 해결책이 아님에 따라, 남아프리카 공화국의 친환경 미래를 향한 진전이 눈에 보인다. 파리 협정에 따라 남아프리카 공화국은 탄소 배출량을 줄이고 석탄 의존도를 낮춰야 한다. 태양광 및 풍력 개발을 목표로 하는 110억 달러 규모의 새로운 녹색 에너지 이니셔티브가 있다. 이 새로운 이니셔티브는 에스콤에 대출을 제공하고 상업 금리 이하로 제공할 것이며, 조건은 발전소 폐쇄를 가속화하고 재생 에너지 구조를 건설하기 시작하는 것이다. 이 계획은 석탄에서 벗어나 미래의 요구에 더 잘 맞는 대안적인 방법에 투자하는 단계를 밟는다.

### 기타 인프라
2002년 에스콤은 네트워크 운영자 라이센스를 발급받았다. 이 회사는 전기 네트워크의 실시간 모니터링을 위해 기존 전력선 10,000킬로미터에 광섬유 케이블을 설치하는 1억 달러 프로젝트에 착수했다. 이 중 80%는 전유전체 피복 케이블로 구성되어 있으며, 10%는 전유전체 자체 지지형 케이블이다. 현재 이 회사는 모든 등록된 네트워크 운영자 라이센스 소유자 중 6번째로 많은 ASN 접두사를 보유하고 있다.

## 기업 업무

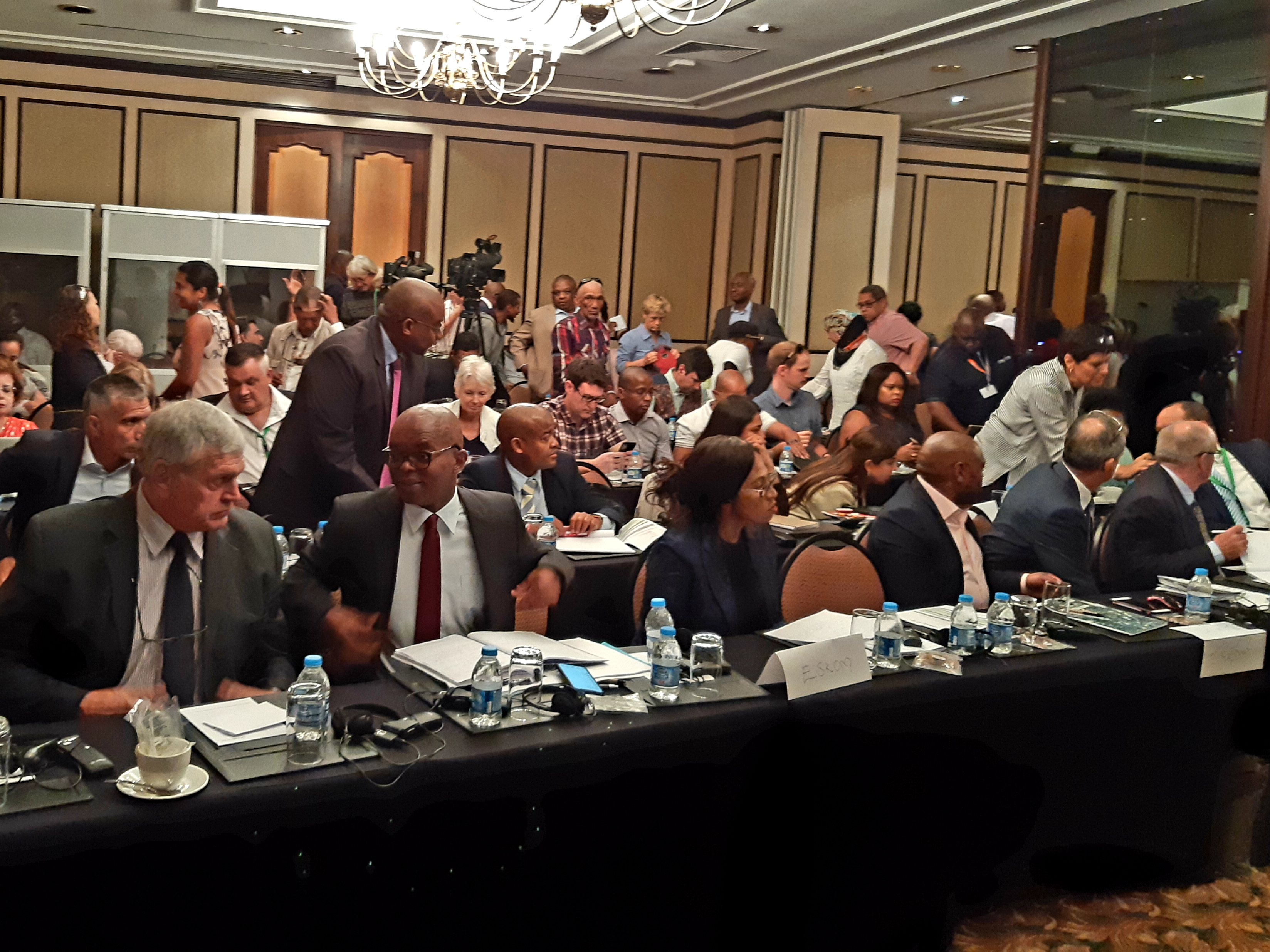
에스콤의 재정 상황에 대한 2019년 케이프타운 공개 포럼에서 파카마니 하데베 (CEO), 앞줄 왼쪽 두 번째, 얀 오버홀저 (CTO), 앞줄 맨 왼쪽을 포함한 에스콤 경영진.

2011년 에스콤 이사회 멤버 10명 중 8명이 주마 행정부에 의해 논란의 여지 없이 해고되었다. 2015년부터 2017년까지 주마 행정부는 벤 응구바네를 이사회 의장으로 임명했다. 브라이언 몰레페는 2015년 4월부터 2016년 11월까지 주마에 의해 에스콤 CEO로 임명되었다. 몰레페와 응구바네의 재임 기간은 굽타 가문과의 연루와 회사가 국가 장악의 수단이 되도록 허용했다는 혐의로 논란이 되었다. 응구바네는 또한 에스콤에 비우호적인 것으로 간주되는 신문을 블랙리스트에 올리려고 시도하여 논란을 일으켰다. 2017년 의회의 국가 장악 조사에서 전 에스콤 의장 졸라 초치 (2012–2015)는 굽타 가문의 토니 굽타가 초치에게 위협을 가했으며, 초치가 굽타 가문을 '돕지' 않으면 직장을 잃을 것이라고 말한 것으로 알려졌다. 2016년 12월, 에스콤 발전 부문 책임자였던 마체라 코코가 임시 CEO로 지명되었다. 그는 의붓딸과 관련된 회사에 계약을 수여한 혐의로 2018년 사임했다. 코코는 그의 아내와 의붓딸과 함께 2022년 10월 체포되었다. 2018년 초 라마포사 정부 출범 이후, 에스콤 이사회 및 경영진의 여러 구성원이 부패 및 부실 경영 혐의로 정부에 의해 교체되었다.
파카마니 하데베는 2018년 5월 라마포사 대통령의 회사 경영진 교체 계획의 일환으로 에스콤의 임시 CEO 겸 이사로 임명되었다. 취임 1년 만에 하데베는 건강상의 문제와 직무의 어려운 상황을 이유로 사임했다. 그의 사임은 정치권 내에서 재정적으로 어려운 국영 기업을 관리하는 어려움과 그가 노동조합을 다루고 부패에 대처하는 데 필요한 정치적 지원이 부족했다는 논쟁을 촉발시켰다.
하데베 사임 6개월 후, 전 남팍 최고 경영자 앙드레 드 로이터가 에스콤 CEO로 임명되었다. 드 로이터의 임명은 EFF와 ANC 내부 파벌로부터 비판을 받았는데, 이들은 대신 흑인 CEO를 해당 직책에 임명하기를 원했다. 드 로이터는 2022년 12월 광물 자원 및 에너지부 장관인 궤데 만타쉐의 반복적인 공격으로 인해 사임했으며, 이는 드 로이터가 재생 에너지를 에너지원으로 석탄을 대체해야 한다고 주장했기 때문이다. 뉴스24는 그가 직책에서 성공하는 데 필요한 지원을 받지 못했다고 보도했다. 드 로이터가 에스콤을 떠날 것이라는 발표 직후, 그는 사무실에서 사이안화물이 섞인 커피를 모르고 마신 후 독살 시도에서 살아남았다는 보도가 나왔다.

### 재정
|                          | 2011    | 2012    | 2013    | 2014    | 2015    | 2016    | 2017    | 2018    | 2019    | 2020    | 2021    |
| ------------------------ | ------- | ------- | ------- | ------- | ------- | ------- | ------- | ------- | ------- | ------- | ------- |
| 수익 (R 10억)            | 91.45   | 114.8   | 128.9   | 138.3   | 147.7   | 164.2   | 177.1   | 177.4   | 179.8   | 199.5   | 204.3   |
| 영업 이익 (R 10억)       | 14.5    | 22.3    | 3.99    | 13.2    | 11.1    | 15.7    | 15.5    | 20.5    | −1.77   | 4.41    | 6.68    |
| 순이익 (R 10억)          | 8.36    | 13.2    | 5.18    | 7.09    | 3.62    | 5.15    | 0.88    | −2.33   | −20.7   | −20.8   | −18.9   |
| 총 부채 (R 10억)         | 160.3   | 182.6   | 202.9   | 254.8   | 297.4   | 322.7   | 355.3   | 388.7   | 440.6   | 483.7   | 401.8   |
| 직원 복리후생비 (R 10억) | 16.7    | 20.2    | 23.6    | 25.6    | 25.9    | 29.2    | 33.1    | 29.4    | 33.3    | 33.2    | 32.9    |
| 직원 수                  | 41,778  | 43,473  | 46,266  | 46,919  | 46,490  | 47,978  | 47,658  | 48,628  | 46,665  | 44,772  | 42,749  |
| 전력 생산량 (GWh)        | 237,430 | 237,414 | 232,228 | 231,129 | 226,300 | 238,599 | 220,166 | 221,936 | 218,939 | 214,968 | 201,400 |

2018년과 2019년 에스콤의 부정적인 재정 상황은 심각해져 비용이 수입을 초과하기 시작했고 회사는 자금 조달에 어려움을 겪기 시작했다. 2019년 3월 26일부터 3월 29일까지 72시간 동안 에스콤의 자금이 바닥나 남아프리카 공화국 경제 전반에 부정적인 영향을 미칠 위협이 있다고 보도되었다. 이 상황은 에스콤이 30억 랜드의 상업 대출을 확보한 후 완화되었으며, 이 대출은 준비은행이 비상 조치로 에스콤에 50억 랜드를 지출한 후 4월 2일 상환되었다. 2019년 7월, 에스콤은 높은 부채 상환 비용, 1차 에너지 비용 증가, 미지급 지방자치단체 부채로 인해 207억 랜드의 손실을 발표했다.

#### 부채
2016년 말, 스탠더드 앤 푸어스 글로벌 등급은 에스콤의 채권 신용 등급을 투자 등급 이하로 더욱 하향 조정하여 장기 신용 등급을 투자 한도보다 두 단계 낮은 BB로 낮췄다. 2017년까지 부채 수준 증가와 회사를 괴롭히는 부패 스캔들로 인해 투자 은행 골드만삭스는 에스콤을 "남아프리카 경제의 가장 큰 위험"이라고 선언했다. 회사는 4,130억 랜드의 부채를 안고 있었고 2022년까지 추가로 3,400억 랜드(미화 260억 달러)를 조달할 계획이었으며, 이는 남아프리카 GDP의 8%에 해당했다. 회사의 부채 중 2,182억 랜드는 정부 보증으로 구성되었다. 회사의 재정 상황을 악화시킨 것은 2017년 30억 랜드의 불규칙 지출이 기록된 것이었다.
2018년 3월 28일, 무디스 투자자 서비스는 에스콤의 신용 등급을 B1에서 B2로 하향 조정하며 "2월 국가 예산에서 회사에 대한 가시적인 재정 지원이 부족"하다고 우려를 표명했다.
2020년 11월 24일, 무디스는 에스콤의 장기 신용 등급을 Caa1로 추가 하향 조정했다. 이는 에스콤의 신용을 "투기 등급"으로 분류하며 "매우 높은 신용 위험"을 의미한다.
회사의 거대한 규모와 지역의 주요 에너지 생산자로서의 중요한 역할 때문에 라마포사 대통령은 에스콤이 심각한 재정 상황에도 불구하고 정부가 계속 자금을 지원해야 하는 이유로 에스콤이 "대마불사"라고 말했다.
2023년 2월, 부채가 4,230억 랜드에 달하자 남아프리카 정부는 기존 채권자들의 승인을 조건으로 향후 3년간 이자 지급과 2023/24년 780억 랜드, 2024/25년 660억 랜드, 2025/26년 400억 랜드의 세 차례 자본 지급을 포함하여 2,540억 랜드의 지원을 제공하고 에스콤의 총 부채를 3,000억 랜드로 줄일 계획을 발표했다.

##### 중국 부채
2018년 7월, 에스콤이 중국 정부 소유의 국가개발은행에서 330억 랜드의 대출을 받았다고 발표되었다. 이 대출 조건은 논란의 여지 없이 공개되지 않았으며, 이는 중국의 부채 함정 외교의 예시라는 비난을 받았다. 국가 부패에 대한 존도 조사 위원회에서 에스콤 고위 임원은 중국 기반 기업인 화룽 에너지 아프리카로부터 250억 랜드의 추가 대출이 에스콤에 의해 부적절하고 논란의 여지가 있게 체결되었다고 진술했다. 대출이 발행된 후 에스콤 회장 자부 마부자는 존도 위원회에 에스콤이 대출 발행에 관련된 불규칙성과 부패 때문에 화룽 대출을 상환하지 않을 것이라고 진술했다.

## 논란

### 지방자치단체 부채
남아프리카 공화국의 여러 지방자치단체는 에스콤에 공급된 전기 요금을 상당한 금액 연체하고 있다. 에스콤에 대한 막대한 채무는 국영 기업의 재정난과 반복되는 윤번정전 기간을 고려할 때 상당한 논란을 불러일으켰다. 2020년 1월까지 남아프리카 공화국 지방자치단체는 에스콤에 총 약 430억 랜드 (미화 28억 8천만 달러에 해당)를 빚지고 있었다. 이는 2022년 7월 491억 랜드로 증가했다.

#### 소웨토
에스콤에 미지급 전력 요금을 가장 많이 빚진 남아프리카 공화국 단일 지방자치단체는 요하네스버그 대도시 자치구이며, 이 중 소웨토는 2019년에 130억 랜드에서 164억 랜드를 빚지고 있다. 이에 에스콤은 도시의 채무자들에게 전기 공급을 중단하는 절차를 시작했고, 이는 폭력적인 대중 시위로 이어졌다. 이 도시는 1980년대부터 미지급 이력이 있는데, 당시 미지급은 아파르트헤이트 시대 정책에 대한 비폭력 시위의 한 형태로 사용되었다. 이는 미지급 문화를 조성했다고 여겨진다.

### 짐바브웨 전력 수출
짐바브웨에는 월 200만 달러 규모의 계약으로 300MW의 전력이 수출된다.
2019년 11월 말, 짐바브웨가 에스콤에 2,200만 달러의 부채를 지고 있는 것으로 밝혀졌다 (약 11개월 연체). 에스콤이 계획된 정전 기간에도 짐바브웨에 계속 전력을 공급한다는 발표에도 불구하고, 전력은 에스콤이 필요하지 않을 때만 공급된다.

### 전력 부족: 2007년 - 현재

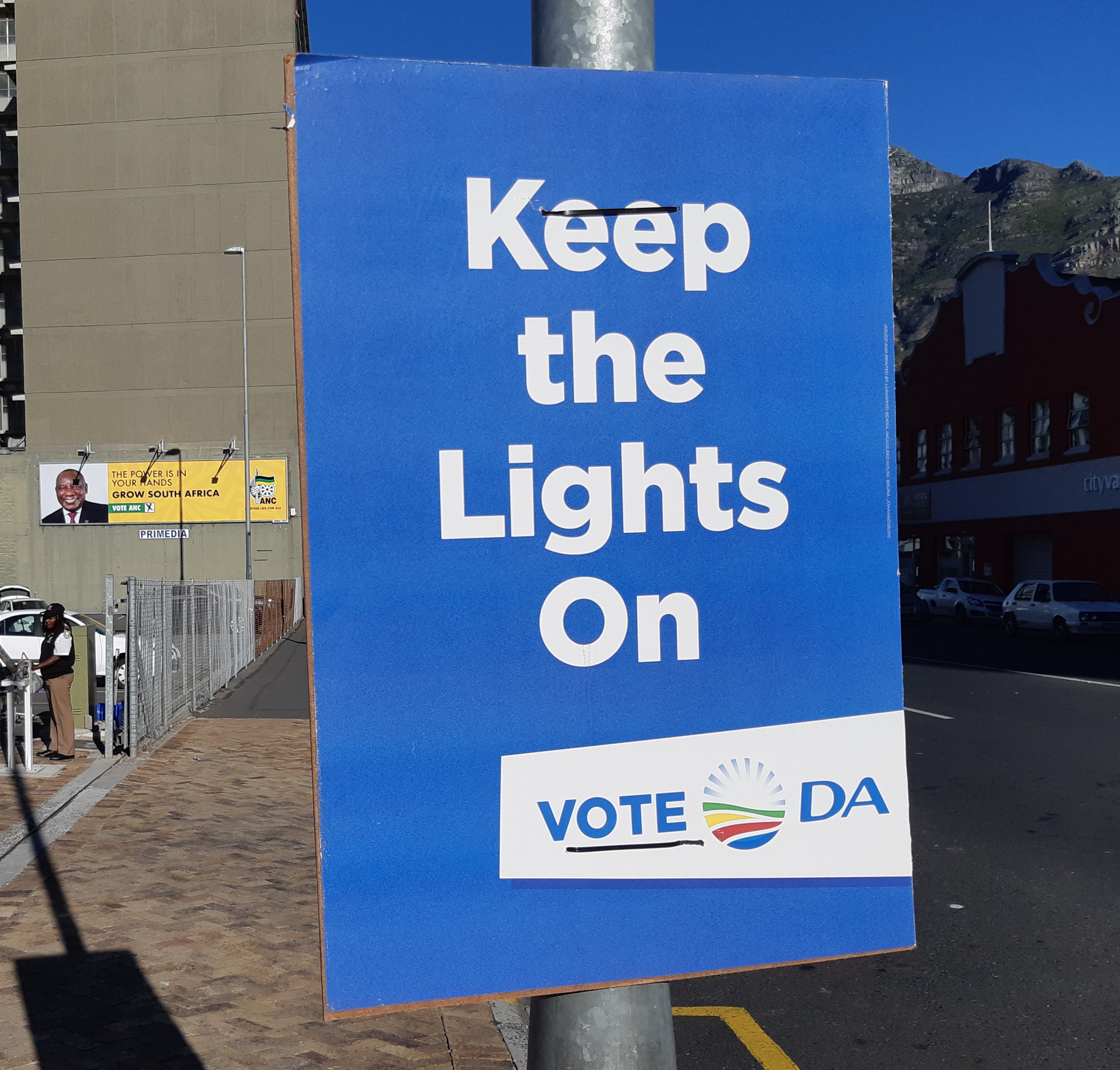
2019년 총선거를 앞두고 에스콤 에너지 위기를 언급한 선거 포스터.

2007년 후반 남아프리카 공화국은 수요보다 공급이 부족하여 전국적인 윤번정전을 겪기 시작했으며, 이는 국가 전력망을 불안정하게 만들 위협이 되었다. 예비율이 8% 이하로 추정되는 상황에서, 발전 장치가 유지 보수, 수리 또는 연료 공급 (원자력 발전소의 경우)을 위해 오프라인 상태가 될 때마다 이러한 "윤번정전"이 시행된다. 2008년 2월부터 2014년 11월까지는 수요 감소 및 유지 보수 안정화로 인해 정전이 일시적으로 중단되었다. 이러한 수요 감소는 많은 광산이 폐쇄되거나 부담을 줄이기 위해 생산 속도를 늦추면서 발생했다.
2014년 11월 초 윤번정전이 다시 도입되었다. 마주바 발전소는 2014년 11월 1일 석탄 저장 사일로 중 하나가 붕괴된 후 전력 생산 능력을 상실했다. 마주바 발전소는 국가 전체 용량의 약 10%를 공급했으며, 붕괴로 인해 발전소로의 석탄 공급이 중단되었다. 두 번째 사일로에는 11월 20일 큰 균열이 발생하여, 석탄 공급을 위한 임시 조치가 시행된 후에도 발전소가 다시 가동 중단되었다.
2016년, 에스콤은 계획되지 않은 정전이 감소했다고 밝혔다. 2016년 5월, 제이컵 주마 전 대통령은 에스콤 경영진으로부터 확신을 받았다고 말했다.
2018년 6월, 임금 인상을 놓고 파업과 함께 1단계 윤번정전이 있었다.
2019년 2월, 일부 발전소의 석탄 보일러가 저품질 석탄으로 인해 고장나면서 새로운 윤번정전이 시작되었다. 이로 인해 2019년 3월 중순에는 야간 윤번정전을 포함하여 전국적으로 4단계 윤번정전이 장기간 지속되었으며 다시 보고하겠다고 약속했다. 에스콤의 상황과 그로 인한 에너지 위기는 2019년 남아프리카 공화국 총선거 기간 동안 정치적 쟁점이 되었다.

#### 사보타주
2019년 12월, 에스콤이 처음으로 6단계 윤번정전을 도입하면서 윤번정전이 새로운 최고치를 기록했다. 시릴 라마포사는 6단계로 전환된 직후 이집트 출국이 발표되면서 비판에 직면했다. 그는 문제를 해결하기 위해 일찍 돌아와 12월 11일 에스콤 이사회와 만났다. 라마포사는 2000MW 용량 손실을 초래한 사보타주 요소가 있었다고 발표했다. 라마포사는 소셜 미디어에서 비판을 받았으며, 많은 사람들이 사보타주보다는 무능을 비난했다.
2021년 11월 19일, 에스콤은 초기 법의학 조사를 통해 레타보의 석탄 컨베이어에 대한 최근 손상이 의도적인 사보타주의 결과라는 증거를 발견했다고 발표했다. 강철 지지대가 절단되어 전력 공급 철탑이 붕괴되었다. 언론 브리핑에서 드 로이터는 해당 사안이 추가 조사를 위해 매에게 회부되었다고 언급했다. 2022년 5월, 공공기업부 장관 프라빈 고르단은 의회에 의도적으로 케이블이 절단되는 추가 사건, 발전소에서의 절도 증가, 그리고 연료유 공급을 둘러싼 부패가 에너지 위기와 에스콤의 해결 능력을 크게 악화시켰다고 보고했다.

### 부패

#### 2017년 부패 스캔들
에스콤은 2017년 7월 최고재무책임자 아노즈 싱을 정직시켜야 했다. 남아프리카 개발은행이 굽타 가문과 관련된 부패 혐의에 연루된 에스콤 임원들(싱 포함)에 대해 조치가 취해지지 않으면 150억 랜드 대출을 회수하겠다고 위협했기 때문이다. 2017년 9월, 공공기업부 장관 린 브라운은 에스콤에 굽타 가문 소유의 컨설팅 회사 트릴리안 캐피탈 파트너스(Trillian Capital Partners Ltd.)와 컨설팅 회사 맥킨지부터 아노즈 싱과 임시 CEO 마체라 코코에 이르기까지 관련된 회사와 개인에 대해 법적 조치를 취하도록 지시했다.
에스콤과 G9 포렌식이 작성한 보고서에 따르면 굽타 소유의 트릴리안을 포함한 두 컨설팅 회사가 수수료로 16억 랜드 (미화 1억 2천만 달러)를 벌었고, 향후 계약을 통해 추가로 78억 랜드를 벌었다. 아마봉가네 탐사 보도 센터의 조사에 따르면 굽타 가문은 2014년에서 2017년 사이에 에스콤으로부터 석탄 공급 계약으로 117억 랜드를 받았다. 당시 제이컵 주마 대통령은 국영 기업에 굽타 소유 기업과의 첫 석탄 공급 계약을 체결하도록 압력을 가했다. 2019년 남아프리카 특별수사국은 반복되는 건설 지연과 프로젝트 비용 증가의 원인으로 메두피 및 쿠실레 발전소 건설과 관련된 부패에 대한 조사를 시작했다. 이는 프로젝트에서 1,390억 랜드(미화 91억 3천만 달러)를 훔친 혐의로 11명의 계약자를 조사하는 것으로 이어졌다. 2019년, 에스콤의 고위 관리자 2명과 사업가 2명이 쿠실레 발전소 건설과 관련된 사기 및 부패 혐의로 기소되었다.
2020년 1월, 남아프리카 공공기업부 장관 프라빈 고르단은 메두피 및 쿠실레 발전소 건설 과정에서의 비용 초과와 부패가 에스콤 전기 요금의 급격한 인상에 중요한 원인이라고 밝혔다.

#### 2019년 딜로이트 컨설팅 소송
2019년 10월, 에스콤 회장 자부 마부자는 컨설팅 회사 딜로이트로부터 2억 7천만 랜드의 컨설팅 수수료를 회수하기 위해 요하네스버그 고등법원에 소송을 제기했다. 진술서에 따르면 에스콤 임원들이 딜로이트에게 두 건의 컨설팅 계약을 부적절하게 수여했다고 주장했다. 에스콤에 따르면, 딜로이트에게 수여된 한 계약에서 딜로이트는 8880만 랜드의 수수료를 제안한 반면, 다른 회사들의 경쟁 입찰은 1460만 랜드와 1330만 랜드였다. 다른 계약에서는 딜로이트의 입찰이 7910만 랜드였던 반면, 다른 입찰은 1600만 랜드와 910만 랜드였다.
2020년 3월, 딜로이트는 에스콤이 요구한 2억 7천만 랜드 중 1억 5천만 랜드를 상환하기로 합의했다. 그러나 공동 성명에서 그들은 어떠한 부패에도 관여하지 않았으며, 계약 수여 과정에 기술적인 불규칙성이 있었음을 인정한다고 밝혔다.
2020년 4월, 딜로이트는 아마봉가네에 딜로이트 아프리카 자문 부문 상무이사인 티루 필레이와 에스콤 계약의 수석 컨설턴트 샤말 시바상케르가 에스콤 사건에서의 역할로 인해 2020년 3월 31일부로 사임했다고 밝혔다.
2021년 11월, 에스콤은 그랜트 쏜튼과의 계약이 해당 월 말에 만료됨에 따라 딜로이트를 다음 외부 감사인으로 임명했다고 발표했다.

#### 2023년 드 로이터 인터뷰
"나는 윤번정전이 상당 부분 범죄와 부패에 기인한다는 내 견해를 비밀로 하지 않았다."
2023년 2월 말, 당시 에스콤 CEO 앙드레 드 로이터는 E.tv와의 논란이 된 인터뷰에서 에스콤이 절도와 부패로 인해 매달 약 10억 랜드(미화 5,390만 달러)의 손실을 입고 있다고 밝혔다. 드 로이터는 이를 에스콤 내 4개의 범죄 조직의 존재에 기인하며, 이름이 밝혀지지 않은 고위 ANC 국회의원이 연루되어 있고 정부가 상황을 해결할 정치적 의지가 없다고 주장했다. 이로 인해 드 로이터는 ANC의 비난 속에 2023년 2월 22일 CEO직에서 즉시 사임했다. 데일리 매버릭은 에스콤 내 4개의 범죄 조직이 "대통령 카르텔, 메시 킹스 카르텔, 전설 카르텔, 최고 카르텔"로 명명된 정보 보고서를 인용했다.

### 가격 인상
에스콤은 추가 용량을 건설하기 위해 여러 대출을 받았으며, 2007년에서 2015년 사이에 비용을 상쇄하기 위해 전기 요금을 연평균 22% 인상했다. 2019년 에스콤은 남아프리카 공화국 에너지 규제원 (NERSA)에 향후 3년 동안 요금을 추가로 45% 인상해 달라고 논란이 많은 요청을 했으며, 이는 부채로 인한 죽음의 나선형을 피하기 위해 수익 증가가 필요하다고 주장했다. 에스콤은 2019년 3월 NERSA로부터 13.8%의 인상을 승인받아 논란이 되었다. 남아프리카 시민사회단체 세금 남용 반대 단체 (OUTA)는 2019년까지 에스콤의 전기 요금이 지난 11년 동안 500% 증가했다고 밝혔다. 피터마리츠버그 경제 정의 및 존엄 단체는 요금 인상이 남아프리카의 기본 소득 보조금 인상을 무효화하여 도시 빈곤을 악화시킬 것이라고 밝혔다.
에스콤은 273억 2천 3백만 랜드의 부족분을 메우기 위해 2019/2020년 동안 17%의 긴급 요금 인상을 다시 NERSA에 신청했다. 에스콤은 낮은 판매량으로 인한 낮은 수익률을 이번 가격 인상의 주된 이유로 들고 있다. 낮은 판매량은 윤번정전과 에스콤의 용량 유지 실패와 직접적인 관련이 있다. 가격 인상 신청은 2020년 1월 20일까지 공개 의견 수렴을 진행한다. NERSA는 에스콤의 690억 랜드 추가 정부 구제금융 신청에 반대했으며, 에스콤은 NERSA가 2020/21년 추가 가격 인상 16%를 거부하고 이미 승인된 8.1% 가격 인상을 고수하는 것에 대해 이의를 제기하고 있다. NERSA와의 법정 소송에서 에스콤은 재정이 붕괴되어 에스콤의 부채를 보증한 남아프리카 정부에 부채 위기를 촉발할 수 있다고 밝혔다. 공공기업부 장관 프라빈 고르단은 메두피와 쿠실레 발전소 건설 과정에서의 부패와 비용 초과가 전기 요금의 4배 인상으로 이어졌다고 밝혔다.
2022년 4월 1일부터 적용될 20.5%의 추가 인상이 NERSA에 의해 승인되고 에스콤에 의해 발표되었다. 이 가격 인상은 케이프타운 시장 조딘 힐-루이스에 의해 경제에 해를 끼친다며 비판받았고, 시행되지 않도록 요청했다. 에스콤은 2024/2025 회계연도에 44%의 요금 인상을 제안하는 것으로 알려진 제안을 남아프리카 국가 에너지 규제원(Nersa)에 제출했다. 국영 기업은 2026 회계연도에 4460억 랜드, 2027 회계연도에 4950억 랜드, 2028 회계연도에 5370억 랜드의 총 수익을 신청했다.

## 같이 보기
- 카호라 바사 (고압직류송전)
- 에스콤 센터
- XMLVend
- 헨드릭 판 데르 빌 – ESCOM (에스콤)의 설립자이자 초대 회장
- 남아프리카 공화국의 에너지 위기

## 더 읽어보기
- Jaglin, Sylvy; Dubresson, Alain (2016). 《Eskom: Electricity and Technopolitics in South Africa》. 케이프타운: UCT Press. ISBN 978-1-77582-215-8.